# SoundCloud
SoundCloud (від англ. sound cloud — звукова хмара) — стримінгова платформа та вебсайт для розповсюдження оцифрованої звукової інформації (наприклад, музичних творів), володіє функціями соціальної мережі та однойменної організації.

## Історія
Робота над проєктом SoundCloud була розпочата у 2006 році — місто Стокгольм, але компанію зареєстрували у Берліні — у серпні 2007 року. Засновниками компанії стали звукорежисер Алекс Юнг (швед. Alex Ljung) та музикант Ерік Вальфошс (швед. Eric Wahlforss). Вебсторінка офіційно була запущена у жовтні 2008 року.
Минуло декілька місяців від старту, а проєкт зміг кинути виклик домінантному на той час MySpace як платформа для розповсюдження музики, дозволяючи оперативніше взаємодіяти між музикантами та слухачами. На думку експертів, стрімкий ріст сервісу SoundCloud забезпечився ранньою увагою зі сторони лейблів та музикантів.
Першочергово планувалось створити вебсторінку, котра дозволила б обмінюватись музичними треками між собою, однак надалі сервіс трансформувався у повноцінний канал музичної дистрибуції.
Квітень 2009 року — сервіс отримав венчурне фінансування в розмірі 2,5 млн євро від фонду Doughty Hanson & Co [Архівовано 4 квітня 2014 у Wayback Machine.].
Травень 2010 року — сервіс оголосив про мільйон відвідувачів (користувачів).
Січень 2011 року — було підтверджено фінансування в розмірі 10 млн доларів США від Union Square Ventures [Архівовано 23 березня 2014 у Wayback Machine.] та Index Ventures [Архівовано 22 березня 2014 у Wayback Machine.].
15 січня 2011 року — SoundCloud сповістив про досягнення 5 млн передплатників та інвестиції зі сторони Ештона Кутчера та Ґая Осері (A-Grade Fund [Архівовано 23 березня 2014 у Wayback Machine.]).
На початку 2012 року — кількість зареєстрованих користувачів досягла 10 млн.

## Можливості сервісу
Ключовими особливостями сервісу є можливість розповсюджувати кожен запис окремо або у вигляді альбому чи плейлиста, за допомогою унікального URL, що дозволяє їх вмонтовувати в популярні мережі, наприклад Twitter, на відміну від MySpace, котрий дозволяв слухати плейлист тільки на його особистому вебсайті. SoundCloud пропонують віджети, котрі дозволяють розміщувати їх на вебсторінках та блогах.
Окрім Twitter, SoundCloud інтегрований з іншими соціальними мережами: Songkick, FourSquare.
Існує можливість залишати коментарі в будь-якому місці звукового треку і використовувати знак @, щоб звертатися до інших користувачів.
14 липня 2020 року Soundcloud запровадив функцію мастерингу.

## Можливості для платних передплатників
Можливості котрі отримуються:
- збільшення об'єму завантажених композицій;
- розподіл музичних треків по групах та користувачах;
- створення трек-листів;
- більш детальна інформація про відтворювані музичні композиції;
- за місяць можна робити безплатно мастеринг для 3 записів, а також отримати знижку

## Визнання
2009 рік — SoundCloud потрапляє в ТОП-100 найкращих стартапів за версією Techcrunch Europe.
2011 рік — молода інтернет-компанія стала переможцем нагороди Schroders Innovation Award.